# Čista stranka prava (Dalmacija)
Svećenik Ivo Prodan, koji se je prvi u Dalmaciji javno izjasnio za pravaštvo i sjedinjenje Dalmacije s ostatkom Hrvatske, stavio je pravaštvo u okvir političkoga katolicizma, kao težnje za vodstvom organizirana katoličkog svećenstva, na čelu s biskupima, na svim područjima društvenoga života. Prodan je objavio i svoj politički program, koji nije imao puno dodirnih točaka s Starčevićevim naukom. Program je isticao pokornost dinastiji, trijalizam i zajedničke poslove s ostalim zemljama Monarhije, što ga je povezivalo s programom Čiste stranke prava u Banskoj Hrvatskoj, pa je to ime i preuzeto za stranku koju je 1898. Prodan odvojio od tamošnje Stranke prava. Stranka se ponovo sjedinjuje 1908. godine. Imala je dosta dodirnih točaka s kasnijom Hrvatskom kršćansko-socijalnom strankom prava u Banskoj Hrvatskoj te Hrvatskom katoličkom udrugom u Bosni i Hercegovini.